# ダニーデン
ダニーデン（英: Dunedin [dʌˈniːdɪn] ( 音声ファイル)、マオリ語: Ōtepoti）は、ニュージーランドの南島オタゴ地方の中心都市。人口は13万700人（2018年6月現在）で、南島ではクライストチャーチに次ぐ2番目の大きさ。

## 概要
スコットランドの面影を強く残す街として知られており、イングランドと関係の深いクライストチャーチとは一線を画する。スコットランドからの移住者の末裔が現在も多く居住しスコットランド文化を継承している。地勢は起伏が激しく坂道が多い。
オタゴ大学が立地し、地域人口の22%は学生であり、30歳以下の若年層が45%を占める学園都市である。

## 歴史
1848年にスコットランド自由教会からの移民たちにより開拓されゲール語でエディンバラを意味するダニーデンと名づけられる。現在でも「南のエディンバラ」と称されるほど、スコットランド文化を色濃く残す街である。
1861年にダニーデン近郊ガブリエル渓谷で金脈が見つかりゴールドラッシュが起きる。世界各地から採掘者が訪れ、ダニーデンの人口は急増し、産業物流拠点として栄えた。ニュージーランド銀行 (BNZ) はダニーデンに本店を構え世界各地への送金業務を担当するなど、金脈の発見ニュージーランドの経済に繁栄をもたらした。およそ10年でゴールドラッシュは終焉するも、経済的繁栄によりダニーデン市内にはビクトリア様式、エドワード様式の建物が数多く建造され、繁栄の歴史は現在でも市内各所で見ることができる。冷凍食肉の技術を開発し、1882年にはイングランドへ向け輸出事業を開始。その後、冷凍食肉はオセアニア、南アメリカへも輸出されダニーデンの経済を成長させた。

## 気候
年間平均降水量は812mm、年間平均日照時間は1585時間。山間部では降水量が多い。夏季の平均気温は15℃、冬季の平均気温は8℃。冬季は霧雨の日が多い。山間部での積雪は見られるが、市内での積雪は少ない。とくに山間部では1日に4つの季節があると称されるほど寒暖の差が激しい。
| ダニーデン (1981−2010)の気候 | ダニーデン (1981−2010)の気候 | ダニーデン (1981−2010)の気候 | ダニーデン (1981−2010)の気候 | ダニーデン (1981−2010)の気候 | ダニーデン (1981−2010)の気候 | ダニーデン (1981−2010)の気候 | ダニーデン (1981−2010)の気候 | ダニーデン (1981−2010)の気候 | ダニーデン (1981−2010)の気候 | ダニーデン (1981−2010)の気候 | ダニーデン (1981−2010)の気候 | ダニーデン (1981−2010)の気候 | ダニーデン (1981−2010)の気候 |
| 月                           | 1月                          | 2月                          | 3月                          | 4月                          | 5月                          | 6月                          | 7月                          | 8月                          | 9月                          | 10月                         | 11月                         | 12月                         | 年                           |
| ---------------------------- | ---------------------------- | ---------------------------- | ---------------------------- | ---------------------------- | ---------------------------- | ---------------------------- | ---------------------------- | ---------------------------- | ---------------------------- | ---------------------------- | ---------------------------- | ---------------------------- | ---------------------------- |
| 平均最高気温 °C （°F）       | 18.9 (66)                    | 18.6 (65.5)                  | 17.3 (63.1)                  | 15.3 (59.5)                  | 12.7 (54.9)                  | 10.6 (51.1)                  | 10.0 (50)                    | 11.2 (52.2)                  | 13.2 (55.8)                  | 14.7 (58.5)                  | 16.1 (61)                    | 17.3 (63.1)                  | 14.6 (58.3)                  |
| 日平均気温 °C （°F）         | 15.3 (59.5)                  | 15.0 (59)                    | 13.7 (56.7)                  | 11.7 (53.1)                  | 9.3 (48.7)                   | 7.3 (45.1)                   | 6.6 (43.9)                   | 7.7 (45.9)                   | 9.5 (49.1)                   | 10.9 (51.6)                  | 12.4 (54.3)                  | 13.9 (57)                    | 11.1 (52)                    |
| 平均最低気温 °C （°F）       | 11.6 (52.9)                  | 11.5 (52.7)                  | 10.2 (50.4)                  | 8.2 (46.8)                   | 5.9 (42.6)                   | 4.0 (39.2)                   | 3.1 (37.6)                   | 4.2 (39.6)                   | 5.9 (42.6)                   | 7.2 (45)                     | 8.6 (47.5)                   | 10.4 (50.7)                  | 7.6 (45.7)                   |
| 降水量 mm （inch）           | 72.9 (2.87)                  | 67.8 (2.669)                 | 64.0 (2.52)                  | 50.9 (2.004)                 | 64.7 (2.547)                 | 57.9 (2.28)                  | 57.1 (2.248)                 | 55.7 (2.193)                 | 48.3 (1.902)                 | 61.7 (2.429)                 | 56.4 (2.22)                  | 80.2 (3.157)                 | 737.6 (29.039)               |
| 平均降水日数 （≥1.0 mm）     | 9.7                          | 8.5                          | 8.9                          | 8.3                          | 9.8                          | 9.4                          | 9.3                          | 9.6                          | 8.7                          | 10.1                         | 10.0                         | 12.0                         | 114.2                        |
| % 湿度                       | 74.2                         | 77.6                         | 77.1                         | 76.9                         | 79.5                         | 79.7                         | 80.2                         | 77.6                         | 72.1                         | 71.6                         | 70.6                         | 73.2                         | 75.9                         |
| 平均月間日照時間             | 179.6                        | 158.0                        | 146.1                        | 125.9                        | 108.4                        | 95.3                         | 110.6                        | 122.2                        | 136.8                        | 165.5                        | 166.9                        | 168.3                        | 1,683.7                      |
| 出典：NIWA Climate Data      |                              |                              |                              |                              |                              |                              |                              |                              |                              |                              |                              |                              |                              |

## 観光
- 市内中心部は八角形に区画整備された「オクタゴン（英語版）」と呼ばれる広場をもつ。ジョージ通りを中心に八角形に区画された広場周辺には、セント・ポール大聖堂（英国国教会大聖堂、英語版）、ダニーデン・パブリック・アートギャラリー（英語版）などがある。ラーナック城、ダニーデン鉄道駅（英語版）、オタゴ男子高校 （英語版）[2]、ファーストチャーチ（スコットランド長老派教会、英語版）などの観光名所へ向かう拠点となる。
- ギネスブックにも認定されている世界一急な坂「ボールドウィン・ストリート（Baldwin Street）」がある。
- オタゴ半島は海洋生物、野生生物の宝庫として有名な土地。鳥類ではシロアホウドリやウ科、キンメペンギンやコガタペンギン、ニュージーランドアシカやニュージーランドオットセイ、ハラジロカマイルカやセッパリイルカ等のイルカ類、イシヤモリ科などの生息地、繁殖保護区でもある。とくにアホウドリの場合、人間の生活圏に接近する繁殖地は世界でもここだけであり、アシカに関しても、本島で絶滅後にニュージーランドの亜南極諸島から別系統群が再定着した最初の場所でもある[3]。エコツアーも開催され、野生動物の見学ツアーにも参加できる。マオリ族やヨーロッパ人の到着以前までは、モア[4]、キンメペンギンの近縁種のワイタハペンギン（英語版）[5]、ミナミセミクジラをはじめとする大型の鯨類、セッパリイルカ、ミナミゾウアザラシなども豊富にいた。とくにセミクジラは、オタゴ湾内でも頻繁に見られ、ヨーロッパ人と彼らに雇われたマオリ人による捕鯨産業の対象として注目された。[6][7]ニュージーランドでも最大の捕鯨基地の一つとなった事によりダニーデンが開港され、「オタゴ」の地名の由来となった「オタコウ」はその捕鯨基地の一つであった[8]（地元のラグビーチーム・ホエーラーズ（英語版）の名称の由来でもあり、この捕鯨基地に関する楽曲ウェラーマンは2020年に世界的に有名になった）。 半島の沖合20㎞にある海溝は、ヒレナガゴンドウ（同種に関する事件は絵本になった[9]）やミナミセミイルカやマッコウクジラ等の鯨類やサメ、ウミガメ、海鳥など様々な生物の生息地であり、カイコウラに匹敵する深海性の鯨類の生息地であることが判明した。あまり調査が進んでいないが、2016年には国内で初めてタスマニアクジラが観測され、その後も複数回同じ海溝で確認されるという世界的にも例のない海域である[10][11][12]。

## 交通
- 高速道路を利用してクライストチャーチ、インバーカーギルなど、南島の各都市へ向かう高速バスが運行されている。クライストチャーチへの移動時間は5.5時間、インバーカーギルへの移動時間は3時間。フィヨルドランド国立公園へ向かう拠点ともなる。
- ダニーデン国際空港からクライストチャーチ、オークランド、ウェリントンへの空路がある。国際線ではオーストラリアのブリスベン、メルボルン（季節便）、シドニー（季節便）への直行便が就航している。
- 市内には市街地の中心部にあるバスハブを中心としてバスが運行されていて、一部のバスは市街であるモスギールやポートチャーマズまで運行されている。

## 教育機関
- オタゴ大学
- オタゴポリテクニック
- アオラキポリテクニック（ダニーデンキャンパス）

## 姉妹都市
- 小樽（日本）
- エディンバラ（スコットランド）
- 上海（中国）
- ポーツマス（アメリカ合衆国）